# Barleria cavaleriei
Barleria cavaleriei là một loài thực vật có hoa trong họ Ô rô. Loài này được H.Lév. mô tả khoa học đầu tiên năm 1913.